# Koenraad Elst

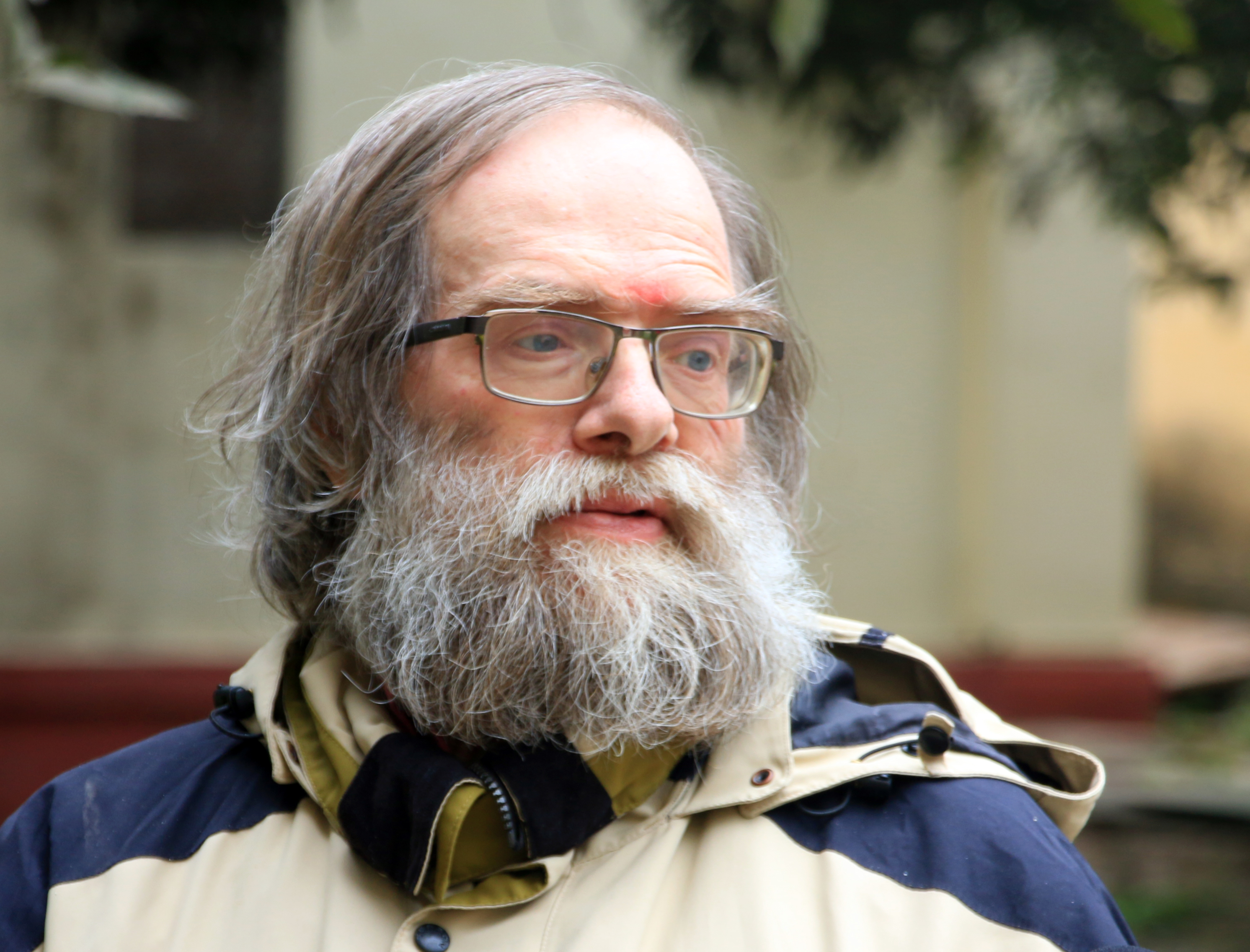
Koenraad Elst (2018).

Koenraad Elst (7 de agosto de 1959, Leuven, Bélgica) es un indólogo belga, doctor en filosofía especializado en orientalismo y, particularmente en la cultura India. Es autor de más de 15 libros sobre nacionalismo indio, historia, política y conflictos religiosos. 
El Prof. Ramesh Nagaraj Rao de la Universidad de Longwood en Virginia, Estados Unidos, es citado por Koenraad Elst a través de su sitio web en sus elogios y aplausos sobre el "duro trabajo" y la meticulosidad del escritor belga, al que denomina "genio". Pero incluso Rao admite que en India, Koenraad Elst es calificado por los historiadores oficiales como un escritor "disidente" y a su obra se la califica de "controversial".
Elst condena cualquier incredulidad en referencia a una vasta gama de genocidios incluyendo al Holocausto judío. 

Negacionismo significa la negación histórica de los crímenes de lesa humanidad. No se trata de una reinterpretación de los hechos conocidos, sino la negación de los hechos conocidos. El término Negacionismo ha ganado popularidad como el nombre de un movimiento que niega un crimen de lesa humanidad, el genocidio nazi de los Judíos en 1941-45, también conocido como el Holocausto (griego: sacrificio de fuego) o la Shoah (hebreo: catástrofe). El negacionismo es mayoritariamente identificado con el esfuerzo de re-escribir la historia de tal manera que el hecho del Holocausto se omita.
Koenraad Elst, Negacionismo en India - Ocultando los antecedentes del Islam.

## Obra
- Ram Janmabhoomi Vs. Babri Masjid: A Case Study in Hindu-Muslim Conflict. Voice of India. 1990. (Also included in Vinay Chandra Mishra and Parmanand Singh, eds.: Ram Janmabhoomi Babri Masjid, Historical Documents, Legal Opinions & Judgments, Bar Council of India Trust, Delhi 1991.)
- Ayodhya and after: issues before Hindu society. Voice of India. 1991.
- Negationism in India: concealing the record of Islam. Voice of India. 1992. ISBN 81-85990-01-8.
- Indigenous Indians: Agastya to Ambedkar. Voice of India. 1993. ISBN 9788185990040.
- Psychology of prophetism : a secular look at the Bible. New Delhi: Voice of India. 1993. ISBN 978-8185990002.
- Dr. Ambedkar: A True Aryan. Voice of India. 1993. ISBN 9788185990132.
- Bharatiya Janata Party vis-à-vis Hindu resurgence. New Delhi: Voice of India. 1997. ISBN 81-85990-47-6.
- The Demographic Siege. Voice of India. 1998. ISBN 9788185990507.
- Update on the Aryan invasion debate. Aditya Prakashan. 1999. ISBN 9788186471777.
- Decolonizing the Hindu mind: ideological development of Hindu revivalism. Rupa & Co. 2001. ISBN 9788171675197.
- La esvástica azafrán: la noción del fascismo hindú (título original en inglés: The Saffron Swastika: The Notion of "Hindu Fascism")
- Gandhi and Godse: a review and a critique. Voice of India. 2001. ISBN 9788185990712.
- Who is a Hindu?: Hindu Revivalist Views of Animism, Buddhism, Sikhism, and Other Offshoots of Hinduism. Voice of India. 2002. ISBN 9788185990743.
- Ayodhya: the case against the temple. Voice of India. 2002. ISBN 9788185990750.
- Ayodhya, the Finale: Science Versus Secularism in the Excavations Debate. Voice of India. 2003. ISBN 9788185990774.
- With Rao, Ramesh N. (2003). Gujarat after Godhra: real violence, selective outrage. Har Anand Publications.
- Return of the Swastika: Hate and Hysteria Versus Hindu Sanity. Voice of India. 2007. ISBN 9788185990798.
- Asterisk in Bhāropīyasthān: Minor Writings on the Aryan Invasion Debate. Voice of India. 2007. ISBN 9788185990804.
- The Problem with Secularism. Voice of India. 2007. ISBN 9788185990811.
- The Argumentative Hindu: Essays by Non-affiliated Orientalist. Aditya Prakashan. 2012. ISBN 9788177421248.
- On Modi Time: Merits and Flaws of Hindu Activism in Its Day of Incumbency. Voice of India. 2015. ISBN 9789385485008.
- Mahatma Gandhi and His Assassin. Voice of India. 2015. ISBN 9789385485077.
- The Man Who Killed Mahatma Gandhi: Understanding the Mind of a Murderer. Edwin Mellen Press. 2016. ISBN 9781495504402.
- Goel, Sita Ram (2005). India's Only Communalist: In Commemoration of Sita Ram Goel. Voice of India. ISBN 9788185990781.